# Irish League 1952-1953
L'Irish League 1952-1953 è stata la 52ª edizione della prima divisione del campionato nordirlandese di calcio.
Il campionato era formato da dodici squadre e il Glentoran vinse il titolo.

## Classifica finale
| Pos. | Squadra          | G  | V  | N | P  | GF | GS | Punti |
| ---- | ---------------- | -- | -- | - | -- | -- | -- | ----- |
| 1    | Glentoran        | 22 | 14 | 5 | 3  | 59 | 25 | 33    |
| 2    | Linfield         | 22 | 12 | 7 | 3  | 47 | 18 | 31    |
| 3    | Ballymena United | 22 | 13 | 3 | 6  | 57 | 34 | 29    |
| 4    | Glenavon         | 22 | 11 | 3 | 8  | 49 | 39 | 25    |
| 5    | Distillery       | 22 | 9  | 5 | 8  | 26 | 27 | 23    |
| 6    | Coleraine        | 22 | 8  | 6 | 8  | 40 | 43 | 22    |
| 7    | Crusaders        | 22 | 7  | 7 | 8  | 39 | 36 | 21    |
| 8    | Ards             | 22 | 7  | 7 | 8  | 32 | 35 | 21    |
| 9    | Cliftonville     | 22 | 8  | 3 | 11 | 37 | 61 | 19    |
| 10   | Portadown        | 22 | 6  | 7 | 9  | 28 | 35 | 19    |
| 11   | Derry City       | 22 | 5  | 3 | 14 | 27 | 47 | 13    |
| 12   | Bangor           | 22 | 3  | 2 | 17 | 20 | 61 | 8     |

G = Partite giocate; V = Vittorie; N = Nulle/Pareggi; P = Perse; GF = Goal fatti; GS = Goal subiti; 